# Trichosilia beringiana
Trichosilia beringiana is een vlinder uit de familie van de uilen (Noctuidae). De wetenschappelijke naam van de soort is voor het eerst geldig gepubliceerd in 1986 door Lafontaine & Kononenko.